# Diego Tarzia
Diego Tarzia (Buenos Aires, 26 aprile 2003) è un calciatore argentino, centrocampista dell'Independiente.

## Caratteristiche tecniche
Gioca come esterno sinistro.

## Carriera
Tarzia è cresciuto nel settore giovanile dell'Independiente, con cui ha firmato il primo contratto professionistico nel novembre del 2022. Ha debuttato in prima squadra il 14 febbraio 2024 nell'incontro di Copa de la Liga Profesional vinto 1-0 contro il Rosario Central.

## Statistiche

### Presenze e reti nei club
Statistiche aggiornate al 7 maggio 2025.
| Stagione        | Squadra         | Campionato      | Campionato | Campionato | Coppe nazionali | Coppe nazionali | Coppe nazionali | Coppe continentali | Coppe continentali | Coppe continentali | Altre coppe | Altre coppe | Altre coppe | Totale | Totale | Totale |
| Stagione        | Squadra         | Comp            | Pres       | Reti       | Comp            | Pres            | Reti            | Comp               | Pres               | Reti               | Comp        | Pres        | Reti        | Pres   | Reti   |        |
| --------------- | --------------- | --------------- | ---------- | ---------- | --------------- | --------------- | --------------- | ------------------ | ------------------ | ------------------ | ----------- | ----------- | ----------- | ------ | ------ | ------ |
| 2024            | Independiente   | PD              | 19         | 0          | CA+CdL          | 3+2             | 1+0             | -                  | -                  | -                  | -           | -           | -           | 24     | 1      |        |
| 2025            | Independiente   | PD              | 15         | 0          | CA              | 1               | 1               | CS                 | 4                  | 1                  | -           | -           | -           | 20     | 2      |        |
| Totale carriera | Totale carriera | Totale carriera | 34         | 0          |                 | 6               | 2               |                    | 4                  | 1                  |             | -           | -           | 44     | 3      |        |